# All I See Is War
All I See Is War es el duodécimo álbum de estudio de la banda de metal alternativo estadounidense Sevendust. Fue lanzado el 11 de mayo de 2018 a través de Rise Records. Se exhibieron tres canciones del álbum antes de su lanzamiento completo; el primer sencillo, "Dirty", junto con otras dos canciones promocionales, "Not Original" y "Medicated". "Unforgiven" y "Risen" siguieron como otros sencillos.

## Antecedentes
La banda escribió muchas más canciones potenciales para el álbum; mientras que normalmente escriben alrededor de 30 canciones para seleccionar cuando compilan una lista de canciones de un álbum, para All I See is War, la banda escribió entre 50 y 60 canciones. La grabación del álbum comenzó en la segunda mitad de 2017. La banda eligió trabajar con el productor musical Michael "Elvis" Baskette en el álbum, la primera vez que trabajaba con un productor externo en varios álbumes, donde habían optado por auto- Productor o colaborador de banda de trabajo e ingeniero de sonido Mike Ferretti. Eligieron a Baskette en un esfuerzo por "reiniciar" el sonido de la banda, sabiendo que él era muy particular en escudriñar cada pequeño detalle de la música que producía. A la banda le gustaba por su trabajo en la producción de música para Stone Temple Pilots e Incubus, mientras que Baskette había sido fan de Sevendust desde su álbum Home (1999); esperaba ayudar a la banda a recrear el "impacto" del sonido creado en Home.

## Temas y composición
Se describió que "Dirty" tenía un sonido tradicional de Sevendust, con un trabajo de guitarra "pesado" y voces melódicas y emocionales de Lajon Witherspoon. Contrariamente a eso, la pista "Not Original" se notó como más suave que la mayoría de su trabajo, descrito como una balada. Además, la canción está inspirada en Stranger Things de Netflix. "Queríamos adentrarnos en un territorio nuevo", explica Clint Lowery. "Se trata de estar en un período de sequía y no poder encontrar la creatividad. No quieres repetirte. Pensé que iría por esta nueva ola, porque estaba viendo Stranger Things".

## Lanzamiento y promoción
El álbum fue lanzado a través de Rise Records el 11 de mayo de 2018. La banda comenzará una gira en apoyo del álbum antes de su lanzamiento, que se extenderá hasta al menos junio del mismo año. El primer sencillo del álbum, "Dirty", fue lanzado antes del álbum el 16 de marzo de 2018.
Una segunda canción, "Not Original", también fue lanzada el 6 de abril de 2018. Ambas canciones contenían videos musicales similares, con la banda tocando en lugares oscuros con efectos electrónicos futuristas que aparecen a su alrededor.
El 11 de mayo, la banda luego lanzó otro video musical para la canción "Medicated", dirigido por Caleb Mallery quien previamente había trabajado en los dos primeros videos musicales de este álbum. Sevendust hizo que todo el álbum esté disponible para su transmisión en YouTube.

## Lista de canciones
Todas las canciones escritas y compuestas por Sevendust, excepto donde se indique. 
| N.º | Título                 | Duración |  |
| 1.  | «Dirty»                | 3:18     |  |
| 2.  | «God Bites His Tongue» | 3:45     |  |
| 3.  | «Medicated»            | 3:29     |  |
| 4.  | «Unforgiven»           | 3:55     |  |
| 5.  | «Sickness»             | 3:07     |  |
| 6.  | «Cheers»               | 3:47     |  |
| 7.  | «Risen»                | 3:26     |  |
| 8.  | «Moments»              | 4:02     |  |
| 9.  | «Not Original»         | 4:15     |  |
| 10. | «Descend»              | 4:24     |  |
| 11. | «Life Deceives You»    | 4:26     |  |
| 12. | «The Truth»            | 3:41     |  |

## Personal
- Lajon Witherspoon – voz
- Clint Lowery – guitarra líder, coros
- John Connolly – guitarra rítmica, coros
- Vinnie Hornsby – bajo, coros
- Morgan Rose – batería, coros